# Mireille Hadas-Lebel
Mireille Hadas-Lebel, (con apellido de nacimiento Bonan, el 26 de septiembre de 1940 en Túnez), es una historiadora francesa de la Edad Antigua, especializada en la historia de los judíos.

## Biografía
Nació el 26 de septiembre de 1940 en Túnez, en el seno de una familia judía de origen livornés. También vicepresidenta de la Amitié judéo-chrétienne de France (AJCF), Mireille Hadas-Lebel es la esposa del alto funcionario Raphaël Hadas-Lebel. Tienen cinco hijos: Anne, esposa Miller, alta funcionaria; Jean; Hélène; Emmanuelle; Laure.

### Educación
Aprobó el examen de ingreso en la École normale supérieure de jeunes filles (clase 1960 en Lettres). Obtuvo la una agrégation en gramática y un doctorado en historia antigua.

### Enseñanza
Fue profesora en INALCO, donde dirigió el Departamento de Hebreo durante muchos años. Hasta su jubilación, enseñó historia de las religiones en la Universidad de París IV París Sorbonne. Su curso se centra en la historia del judaísmo en el mundo antiguo y, más concretamente, en los vínculos de Judea con el mundo helénico y romano, así como en la importancia de la diáspora judía a través del estudio de textos de autores griegos y romanos y de los Libros Históricos de la Biblia.

### Reconocimientos
- Legión de Honor
- Orden Nacional del Mérito (Francia)
- Orden de las Palmas Académicas

## Obras

### Tesis
- Hadas-Lebel, Mireille (1987). Jérusalem contre Rome (Texte remanié de: Thèse de doctorat--Lettres--Paris 1, 1987. Titre de soutenance: L'image de Rome dans la littérature juive d'époque hellénistique et romaine jusqu'au début du IVe siècle). OCLC 779750081.

### Libros
- Jérusalem contre Rome, Cerf, 1990
- L'hébreu: 3000 d'histoire, Albin Michel, 1992 ISBN 2-226-05865-6
- Massada, Albin Michel, 1995
- Le peuple hébreu: entre la Bible et l'Histoire, serie « Découvertes Gallimard / Histoire » (nº 313), Gallimard, 1997
- Flavius Josèphe, Fayard, 1989
- Philon d'Alexandrie, Fayard, 2003
- Hillel, un sage au temps de Jésus, Albin Michel, 2005
- Rome, la Judée et les Juifs, Picard, 2009
- Une histoire du Messie, Albin Michel, 2014
- Hérode, Fayard, 2017

### Multimedia
- De nombreux ouvrages pédagogiques (escritos, casetes o CDs) para aprender hebreo, como también la historia del idioma hebreo.